# 神祃

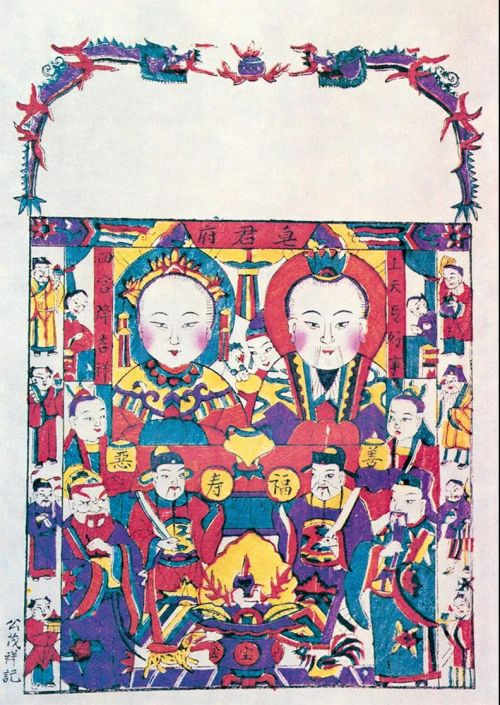
双座福寿灶君神祃

神祃（或作神马或神码）是指一种木板印刷的神像，通常祭祀完后就会被烧掉，印刷用的纸张通常是表芯纸或有光纸。神祃画面通常为佛龛式，中间为主神，写有神名，通常还画有供桌、香炉等，左右还有侍童或仙官等，有的还会有一幅对联。买神祃时一般都说“请神祃”。:72

## 用途
神祃用于祈福和装饰，一年当中通常要六种神祃，过年时用灶王、财神、星神、百份，端午节用判儿，中秋节是月光祃:73。
过年时买来的神祃，门神贴在大门上；“加官进禄”、“招财进宝”等则左右各一张贴在堂屋；卧室则贴单张的“连生贵子”、“麒麟送子”:73。